# グランヴィル・ルーソン＝ゴア (第2代グランヴィル伯爵)
第2代グランヴィル伯爵グランヴィル・ジョージ・ルーソン＝ゴア（英: Granville George Leveson-Gower, 2nd Earl Granville, KG, PC, FRS、1815年5月11日 - 1891年3月31日）は、イギリスの政治家、貴族。
ヴィクトリア朝の自由党（ホイッグ党）政権で閣僚職を歴任した。特に第一次・第二次ウィリアム・グラッドストン内閣では長期にわたって外務大臣を務めて活躍した。
1833年に父親がグランヴィル伯爵に叙されてから1846年に自身が爵位を継承するまではルーソン卿（Lord Leveson）の儀礼称号を使用した。

## 経歴

### 生い立ち
1815年に初代グランヴィル伯爵グランヴィル・ルーソン＝ゴアとその夫人ハリエット（第5代デヴォンシャー公爵ウィリアム・キャヴェンディッシュの娘）の長男としてイングランド・ミドルセックス州のウェストミンスター地区メイフェアにあるグレート・スタンホープ・ストリートで生まれる。
イートン・カレッジを経て1832年にオックスフォード大学クライスト・チャーチに進学し、1839年に学位を取得。父親が在フランス大使を務めていた関係で1835年から1836年にかけてパリに滞在していた。

### 政界での昇進

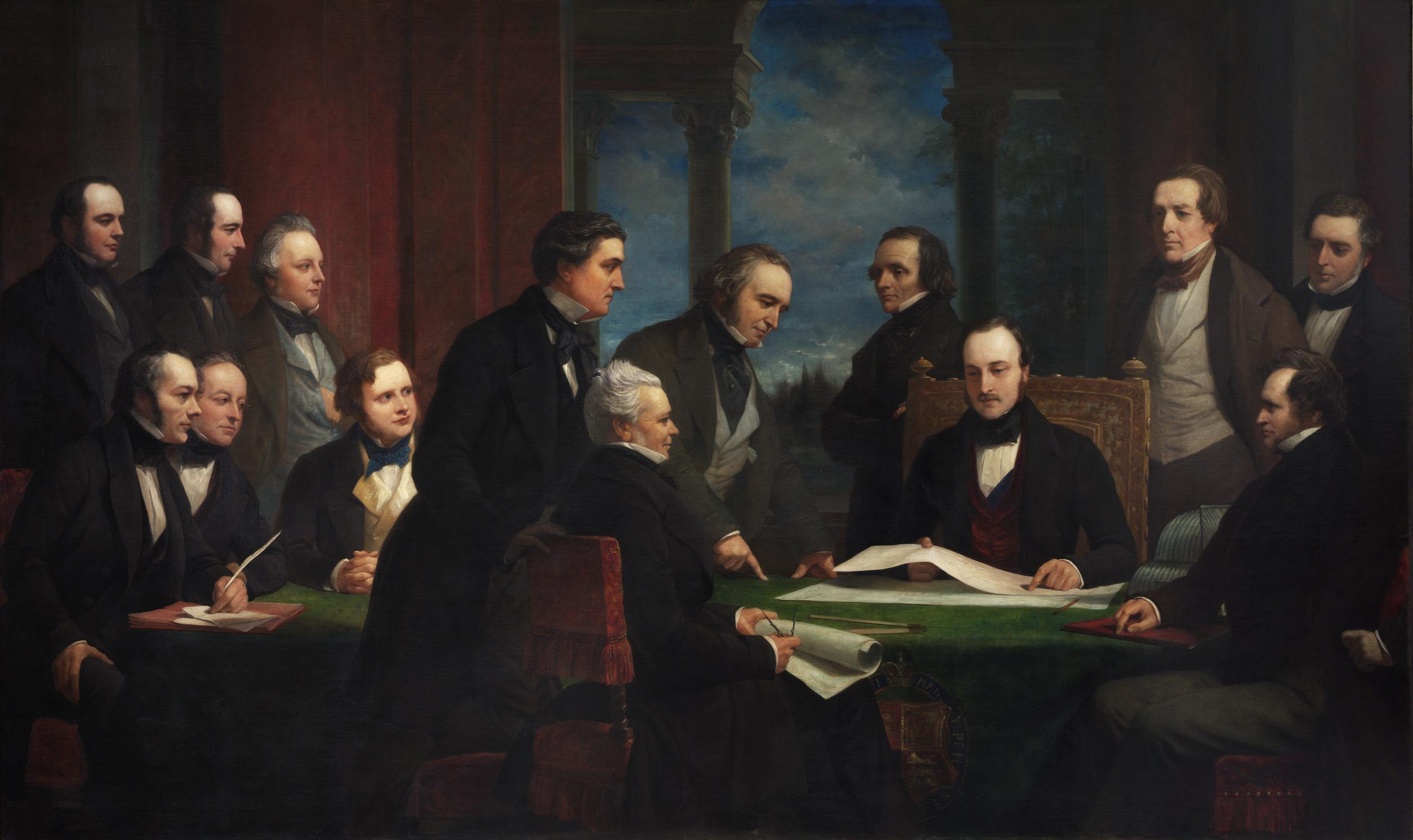
ロンドン万国博覧会開催に奔走するアルバート公を描いた絵画。（1851年）前列左から3人目が主計長官時代のグランヴィル。

1837年から1840年にかけてモーペス選挙区から選出されてホイッグ党の庶民院議員を務めた。1841年から1846年にかけてはリッチフィールド選挙区から選出された。
第2次メルバーン子爵内閣（1835年-1841年）では、1840年から1841年にかけて外務政務次官を務めた。1846年1月8日に第2代グランヴィル伯爵の爵位を継承し、貴族院議員に転じた。同年に枢密顧問官（PC）に列する。
第1次ラッセル内閣（1846年-1852年）には、はじめ主計長官・通商政務次官として参加した。主計長官時代は、ロンドン万国博覧会開催に奔走するアルバート公を補佐した。政権末の1851年12月から1852年2月にかけては外務大臣も務めた。
アバディーン伯爵内閣（1852年-1855年）では、はじめ枢密院議長として入閣した。しかし1854年6月に庶民院議員のジョン・ラッセル卿が枢密院議長職を要求した。枢密院議長職に庶民院議員が就任した事例はなかったため、グランヴィル伯爵は渋ったが、首相アバディーン伯爵は政権内の不満分子になりつつあったジョン・ラッセル卿を懐柔する必要性を感じ、ラッセルの要求に応じた。これによってグランヴィル伯爵は代わりにランカスター公領担当大臣に転任した。

### ホイッグ党貴族院院内総務に
1855年2月に第一次パーマストン子爵内閣が発足すると、再び枢密院議長として入閣した。また高齢の貴族院院内総務ランズダウン侯爵が政界の第一線から退くことを希望するようになり、自らの後継者としてグランヴィル卿を指名した。パーマストン卿としては貴族院の重鎮であるランズダウン卿に貴族院への睨みを効かせ続けてほしがっていたが、ランズダウン卿の意思は固かった。結局ランズダウン卿は無任所相としてパーマストン卿内閣に入閣しつつも、貴族院院内総務職を辞し、グランヴィル卿がその後任となった。
1859年6月にホイッグ党内の二大派閥（パーマストン派とラッセル派）、ピール派、急進派が合同して自由党が結成され、保守党政権の第二次ダービー伯爵内閣の倒閣に成功した。パーマストンとラッセルの和解の約定ではヴィクトリア女王から組閣の大命を受けた方を首相とし、もう一人はその政権を支えることになっていた。ところがヴィクトリア女王はパーマストンもラッセルも嫌っていたため、信頼する貴族院院内総務グランヴィル卿に大命を与えた。ホイッグ二巨頭ではなく、ホイッグ中堅幹部のグランヴィル卿に大命が下ったことは政界に衝撃を与えた。グランヴィル卿はしぶしぶながら大命を拝受し、パーマストンとラッセルに協力を要請したが、ラッセルに反対されたため、組閣を断念せざるを得なかった。これに怒った女王の裁定でパーマストンに組閣の大命が下った。
こうして成立した第2次パーマストン子爵内閣（1859年-1865年）と続く第2次ラッセル伯爵内閣（1865年-1866年）にグランヴィル卿は枢密院議長として入閣した。第二次パーマストン内閣期の1863年から1864年にかけてドイツ連邦とデンマークがシュレースヴィヒ＝ホルシュタイン問題をめぐって対立を深めた。首相パーマストン卿と外相ラッセル伯爵は会議外交での収拾を目指したが、グランヴィル卿は介入に慎重だった。ヴィクトリア女王も介入に慎重でグランヴィル卿をお目付け役にし、パーマストン卿とラッセル卿の監視にあたらせた。この問題の間中、グランヴィル卿は女王からの指示に従って二人の動向を女王に報告し続けた。だがパーマストン卿とラッセル卿は、女王にもグランヴィル卿にも独断でロンドン会議開催の計画を推し進めた。1864年2月にドイツ連邦の二大国プロイセン王国とオーストリア帝国の連合軍とデンマーク王国軍の間で第二次シュレースヴィヒ＝ホルシュタイン戦争が開戦した。その間の4月から6月にかけてロンドン会議が開催されるも「鉄血宰相」の異名をとるプロイセン宰相オットー・フォン・ビスマルクの策動で会議は座礁し、何らの合意に達することもなく終わった。会議決裂を前にパーマストン内閣の閣議ではデンマーク側で参戦するか否かの議論も行われたが、グランヴィル卿は大蔵大臣ウィリアム・グラッドストンとともに参戦に反対した。参戦反対派が押し切った結果、イギリスは今後シュレースヴィヒ＝ホルシュタイン問題に関与しないことが閣議決定され、デンマークを見捨てることとなった。

### 第一次グラッドストン内閣植民地相・外相

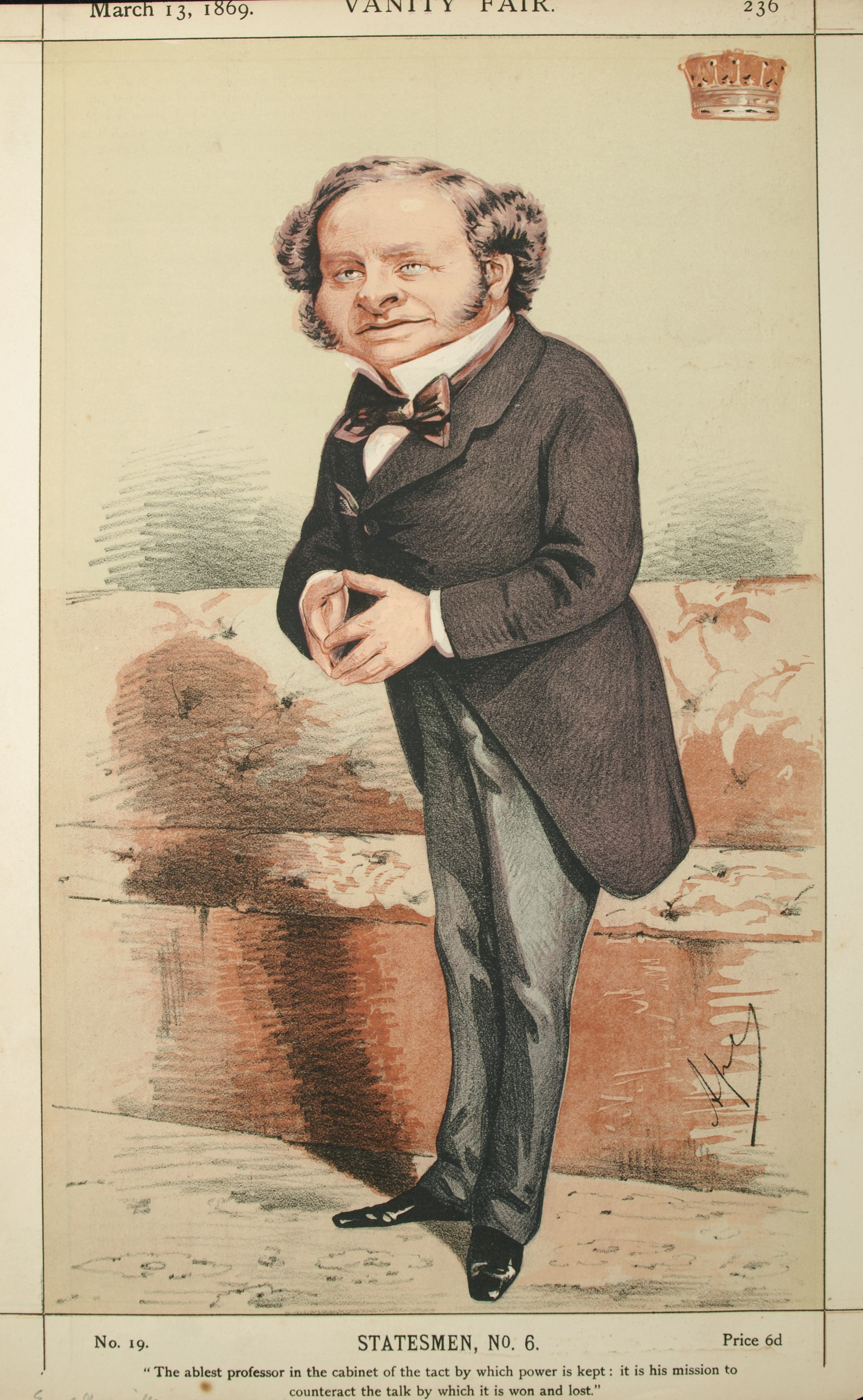
1869年3月13日の『バニティ・フェア』誌に描かれたグランヴィル卿の似顔絵。

1868年に自由党政権の第1次グラッドストン内閣（1868年-1874年）が成立。同内閣にグランヴィル卿は植民地大臣として入閣した。首相グラッドストンや陸軍大臣エドワード・カードウェルは植民地に駐留しているイギリス陸軍の兵力削減を目指したが、グランヴィル卿はアメリカとの緊張が続くカナダ・ノバスコシア州の駐留軍の兵力削減には慎重だった。
1870年7月に外相第4代クラレンドン伯爵が死去すると代わって外務大臣に就任した。同時期大陸では皇帝ナポレオン3世の指導するフランス帝国と宰相ビスマルクの指導するプロイセン王国の間で普仏戦争が勃発したが、グラッドストンもグランヴィル卿もこの戦争に中立の立場を取ることを決意し、グランヴィル卿はフランスとプロイセンに対してベルギーの中立を侵さないよう要請した。一方でグラッドストンはプロイセンによるアルザス＝ロレーヌ併合を恐れており、同地の中立化を目指したが、グランヴィル卿はそうした介入にも反対した。
普仏戦争中の1870年10月、ロシア帝国外相アレクサンドル・ゴルチャコフがフランスの苦境に付け込み、クリミア戦争の講和条約としてロシアが結ばされたパリ条約（黒海の中立化を規定）の破棄を宣言した。これにはグラッドストンもグランヴィル卿も強く反発し、グランヴィル卿は会議外交による解決を目指した。しかし1870年12月からロンドン会議が開催されるもパリ条約の黒海中立化条項の破棄が認められるという結果に終わった。

### 第二次グラッドストン内閣外相
1880年に第2次グラッドストン内閣が成立すると再び外務大臣として入閣した。
1881年から英仏に半植民地化されつつあるエジプトでウラービー革命が発生し、エジプト民族主義が高揚した。1882年6月にはアレクサンドリアで反英暴動が発生し、この事件を機にグラッドストン内閣の閣内はエジプトへの軍事干渉論が主流となった。グランヴィル卿は直接の軍事侵攻ではなく、エジプトの形式的な宗主国であるトルコを通じての間接干渉を訴えていたが、首相グラッドストンは軍事干渉派の閣僚たちを抑えきれず、軍事干渉が閣議決定された。これに反発した反戦派閣僚ジョン・ブライトは辞職したが、グランヴィル卿は首相の決定に従って軍事干渉賛成に転じ、閣内に残留した。こうしてエジプトはイギリス軍の侵攻を受けることになり、以降長きにわたってイギリス軍の占領下に置かれた。
前ディズレーリ保守党政権時代にイギリス政府は、ドイツ人が多数植民しているフィジー諸島を併合してドイツ人の土地を強制収容していたが、1882年7月にその件でドイツ政府よりドイツ人の既得権を守ることを求める要望書がイギリス外務省に送られてきた。当初グランヴィル卿は植民地支配に支障をきたすとしてこの要望を拒否していた。また同時期、イギリス植民地省もリューデリッツの領有権をめぐってドイツ政府と対立を深めており、この二つの対立を背景にドイツ宰相ビスマルクは1884年から植民地政策をめぐってフランスに接近するという反英政策を展開しはじめた（イギリスを孤立に追い込むことでドイツの外交的支持の重要性を理解させようとしたと考えられる）。結局グランヴィル卿とグラッドストンはその圧力に屈してフィジーのドイツ人土地所有者問題でもリューデリッツ領有権問題でもドイツ側に譲歩することになった。

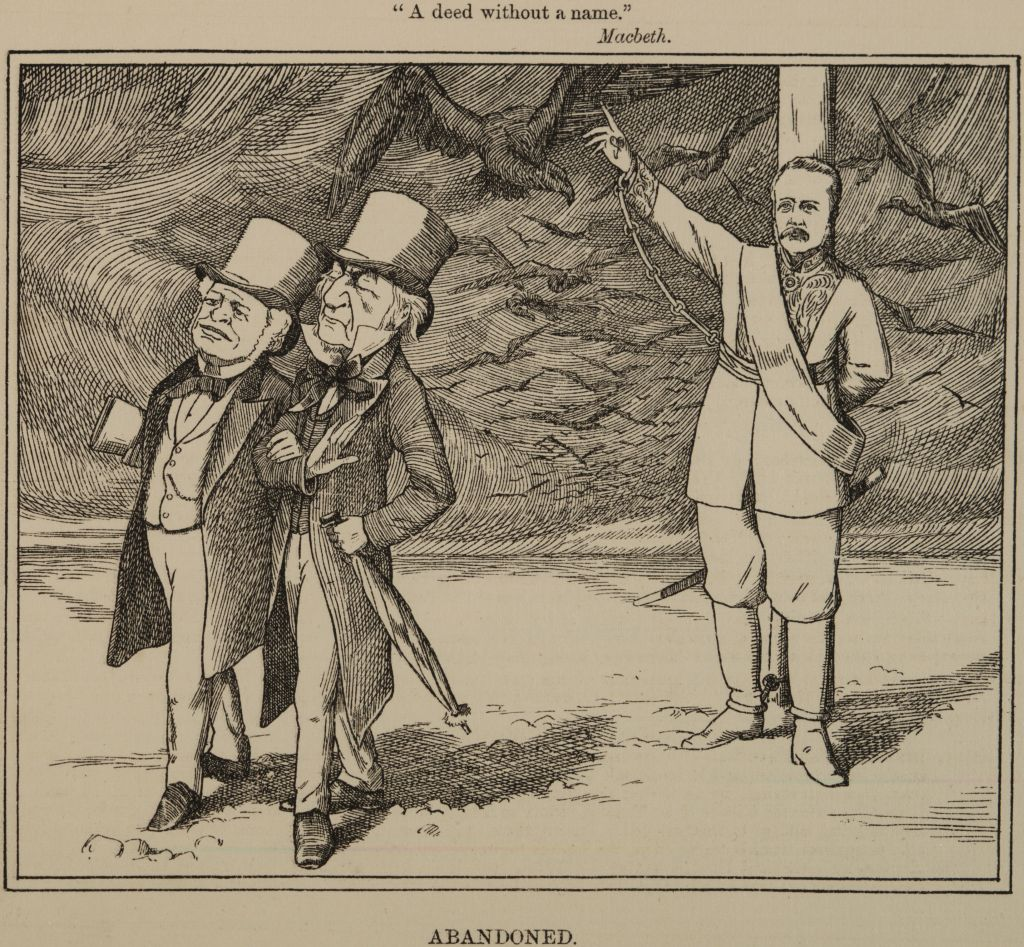
マフディーの反乱へのグラッドストン内閣の対応を描いたカリカチュア。助けを求めるゴードン将軍を尻目に、グランヴィル外相（左）とグラッドストン首相（右）は無視を決め込んでいる。

1883年にエジプト領スーダンでマフディーの反乱が発生。翌1884年3月にハルトゥームで包囲されたチャールズ・ゴードン将軍（エジプト守備軍の撤収を指揮するために派遣されたが、本国に派兵を促しているかのようにいつまでも撤退しようとせず、マフディー軍に包囲された）を救出するための援軍を派遣するか否かをめぐって閣内論争が起こったが、首相グラッドストンは帝国主義政策を嫌って救援軍派兵に反対していた。グランヴィル卿は当初グラッドストンを支持していたが、やがて派兵賛成派が閣内の多数派になると日和見になり、ついにはハーティントン侯爵やセルボーン伯爵ら派兵賛成派閣僚とともにグラッドストンの説得にあたるようになり、グラッドストンも派兵を了承するに至った。だがこの救援軍は間に合わず、1885年1月にハルトゥームは陥落し、ゴードンも戦死し、世論のグラッドストン批判が高まり、政権崩壊へと繋がった。

### 晩年・死去
1886年2月から7月にかけて成立した短命政権の第3次グラッドストン内閣（1886年）には植民地大臣として入閣した。彼はグラッドストンが当時掲げていたアイルランド自治の方針を支持していた。
1891年3月31日にカウンティ・オブ・ロンドンのウェストミンスター地区メイフェアにあるサウス・オードリー・ストリートで死去した。75歳だった。スタッフォードシャーに葬られた。

## 栄典

### 爵位
1846年1月8日に父グランヴィル・ルーソン＝ゴアの死去により以下の爵位を継承した。
- 第2代グランヴィル伯爵 (2nd Earl Granville)
(1833年5月10日の勅許状による連合王国貴族爵位)
- スタッフォード州のストーンパークの第2代グランヴィル子爵 (2nd Viscount Granville, of Stone Park in the County of Stafford)
(1815年8月12日の勅許状による連合王国貴族爵位)
- スタッフォード州のストーンの第2代ルーソン男爵 (2nd Baron Leveson, of Stone in the County of Stafford)
(1833年5月10日の勅許状による連合王国貴族爵位。法定推定相続人の儀礼称号)

### 勲章
- 1857年、ガーター勲章勲爵士（KG）[4][37]

### その他
- 1846年、枢密顧問官（PC）[4][9]
- 1853年、王立協会フェロー（FRS）[4][38]
- 1863年、民事法学博士号（D.C.L.; オックスフォード大学名誉学位）[4][7]
- 1864年、民事法学博士号（LL.D.; ケンブリッジ大学名誉学位）[4][6][8]

## 家族

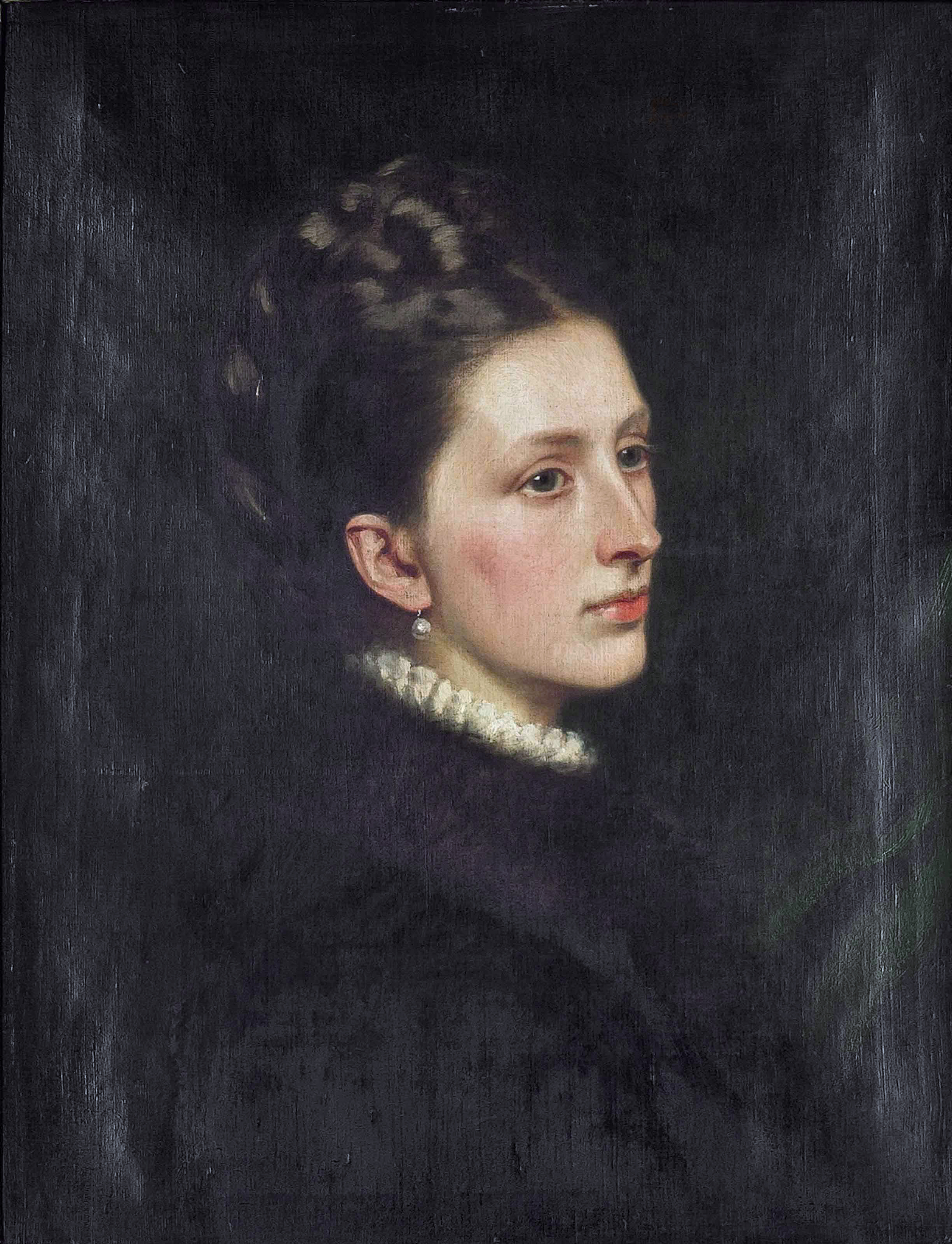
妻キャスティラ・ロザリンド。

1840年にドイツ連邦領邦バーデン大公国貴族エメリッヒ・ヨーゼフ・フォン・ダールベルクの娘で、準男爵ファーディナンド・アクトンの未亡人だったマリー・ルイーズと結婚したが、子供のできぬまま1860年に死別した。1865年にウォルター・フレデリック・キャンベルの娘キャスティラ・ロザリンドと再婚して、彼女との間に以下の5子を儲けた。
- 第1子（長女）ヴィクトリア・アルバータ・ルーソン＝ゴア嬢（1867年-1953年） ：  ハロルド・ジョン・ハスティングス・ラッセル（Harold John Hastings Russell）と結婚。
- 第2子（次女）ソフィア・キャスティラ・ルーソン＝ゴア嬢（1870年-1934年） ：  ヒュー・モリソン（Hugh Morrison）と結婚。
- 第3子（長男）グランヴィル・ジョージ・ルーソン＝ゴア（英語版）（1872年-1939年） ： 第3代グランヴィル伯爵
- 第4子（三女）スーザン・キャサリン・ルーソン＝ゴア嬢（1876年-1878年） ： 夭折
- 第5子（次男）ウィリアム・スペンサー・ルーソン＝ゴア（英語版）（1880年-1953年） ： 第4代グランヴィル伯爵。海軍中将。

### 註釈
1. 1 2  当時。ウェストミンスターは1889年にカウンティ・オブ・ロンドンが創設されるとそこへ移管され、1965年以降はグレーター・ロンドンのシティ・オブ・ウェストミンスターに含まれている。